# Heliophanus innominatus
Heliophanus innominatus är en spindelart som beskrevs av Wesolowska 1986. Heliophanus innominatus ingår i släktet Heliophanus och familjen hoppspindlar. Inga underarter finns listade i Catalogue of Life.